# Rhodamnia
Genre
Classification phylogénétique
Rhodamnia est un genre de plantes à fleurs de la famille des Myrtaceae. Il compte environ 28 espèces. Ce sont des arbres et des arbustes que l'on trouve en Chine, Nouvelle-Calédonie, Nouvelle-Guinée et Australie. Le nom est dérivé du grec rhodon qui signifie « rose » et aminon, « bol » où était versé le sang des agneaux après le sacrifice. Il se réfère à la forme en bol du calice de ces plantes. Les feuilles sont opposées et surtout ont trois nervures apparentes. Le fruit est une petite baie avec quelques graines.

## Liste des espèces et variétés
Selon World Checklist of Selected Plant Families (WCSP) (24 janv. 2011) :
- Rhodamnia acuminata C.T.White, Blumea (1937)
- Rhodamnia andromedoides Guillaumin (1938 publ. 1939)
- Rhodamnia angustifolia N.Snow & Guymer (1999)
- Rhodamnia arenaria N.Snow (2007)
- Rhodamnia argentea Benth. (1867)
- Rhodamnia australis A.J.Scott (1979)
- Rhodamnia blairiana F.Muell. (1875)
  - variété Rhodamnia blairiana var. blairiana
  - variété Rhodamnia blairiana var. propinqua (C.T.White) A.J.Scott (1979)
- Rhodamnia cinerea Jack (1822)
- Rhodamnia costata A.J.Scott (1979)
- Rhodamnia dumetorum (DC.) Merr. & L.M.Perry (1938)
- Rhodamnia dumicola Guymer & Jessup (1986)
- Rhodamnia fordii N.Snow (2007)
- Rhodamnia glabrescens Guymer & Jessup (1986)
- Rhodamnia glauca Blume (1850)
- Rhodamnia hylandii N.Snow (2007)
- Rhodamnia kerrii J.Parn. & NicLugh. (1992)
- Rhodamnia lancifolia A.J.Scott (1979)
- Rhodamnia latifolia (Benth.) Miq. (1855)
- Rhodamnia longisepala N.Snow & A.J.Ford (2001)
- Rhodamnia maideniana C.T.White, Blumea (1937)
- Rhodamnia moluccana Burret (1941)
- Rhodamnia mulleri (Korth.) Blume (1850)
- Rhodamnia novoguineensis A.J.Scott (1979)
- Rhodamnia pachyloba A.J.Scott (1979)
- Rhodamnia parviflora A.J.Scott (1979)
- Rhodamnia pauciovulata Guymer (1988)
- Rhodamnia reticulata A.J.Scott (1979)
- Rhodamnia rubescens (Benth.) Miq. (1855)
- Rhodamnia sepicana Diels (1922)
- Rhodamnia sessiliflora Benth. (1867)
- Rhodamnia sharpeana N.Snow (2007)
- Rhodamnia tessellata Steenis ex A.J.Scott (1979)
- Rhodamnia uniflora (Ridl.) Burkill (1923)
- Rhodamnia whiteana Guymer & Jessup (1986)